# Oestrus (diptère)
Genre
Oestrus est un genre d'insectes diptères de la famille des Oestridae.
Ce genre comprend une trentaine d'espèces parasites, dont Oestrus ovis qui est un parasite infestant les troupeaux ovins et caprins dans la plupart des régions d'élevage à climat méditerranéen ou tropical.

## Liste d'espèces
Selon Catalogue of Life (21 août 2013) :
- Oestrus aureoargentatus
- Oestrus caucasicus
- Oestrus cervi
- Oestrus curvicauda
- Oestrus dubitatus
- Oestrus elaphi
- Oestrus fasciculosus
- Oestrus gvozdevi
- Oestrus macdonaldi
- Oestrus ovis
- Oestrus variolosus

Selon ITIS (21 août 2013) :
- Oestrus ovis Linnaeus, 1758

Selon NCBI (21 août 2013) :
- Oestrus ovis